# Сайлюгем
Сайлюгѐм (на руски: Сайлюгем) е високопланински хребет в югоизточната част на планината Алтай, разположен по границата на Русия, Република Алтай и Монголия. Простира се от запад-югозапад на изток-североизток на протежение от 130 km между водосборните басейни на реките Аргут и Чуя (десни притоци на Катун, лява съставяща на Об) на север и река Кобдо (влива се в езерото Хара-Ус-Нур) на юг. На запад се свързва с планинския възел Табин-Богдо-Ола, а на изток с меридионалния хребет Чихачов. На границата между Русия и Монголия се издига най-високата му точка връх Саржемати 3499 m (49°28′52″ с. ш. 88°39′29″ и. д. / 49.481111° с. ш. 88.658056° и. д.). Изграден е от варовити пясъчници, глинести шисти и туфи. От северните му склонове водят началото си множество къси и бурни реки, притоци на Аргут и Чуя, а от южните – леви притоци на река Кобдо. По най-високите части преобладава лишейната и каменистата тундра, а по южните му (монголски) склонове под 2600 m се появяват участъци със степна растителност върху планински кафяви почви.
В източната му част през прохода Дурбет-Даба (2481 m) преминава шосе (№ М52 в Русия) от град Бийск (Алтайски край, Русия) за град Ховд (аймак Ховд, Монголия), т.нар. „Чуйски тракт“. За първи път хребетът е проследен, изследван и първично картиран през 1842 г. от видния руски геолог, изследовател на Алтай Пьотър Чихачов.